# L'Admirable Crichton (film, 1919)
Pour les articles homonymes, voir L'Admirable Crichton.
Pour plus de détails, voir Fiche technique et Distribution.
L'Admirable Crichton (Male and Female) est un drame américain muet de Cecil B. DeMille, sorti en 1919. 

## Synopsis
Lady Mary Loam, une aristocrate britannique entretient une relation intime avec son majordome, Crichton. Ce dernier souhaite que leur romance aille plus loin mais elle le dédaigne à cause de sa classe sociale inférieure. Lorsqu'ils échouent sur une île déserte en compagnie d'autres naufragés, ils vont devoir apprendre à vivre dans la nature.
Les aristocrates n'ayant pas les capacités de base pour survivre au contraire de Crichton, un renversement des rôles s'ensuit, le majordome devenant un roi parmi le groupe. Quelque temps plus tard, Crichton et Mary sont sur le point de se marier lorsqu'ils sont secourus. De retour en Grande-Bretagne, Crichton choisit de ne pas épouser Mary mais plutôt avec une femme de chambre, Tweeny avant de partir vivre aux Etats-Unis.

## Fiche technique
- Titre original : Male and Female
- Titre français : L'Admirable Crichton
- Réalisation : Cecil B. DeMille

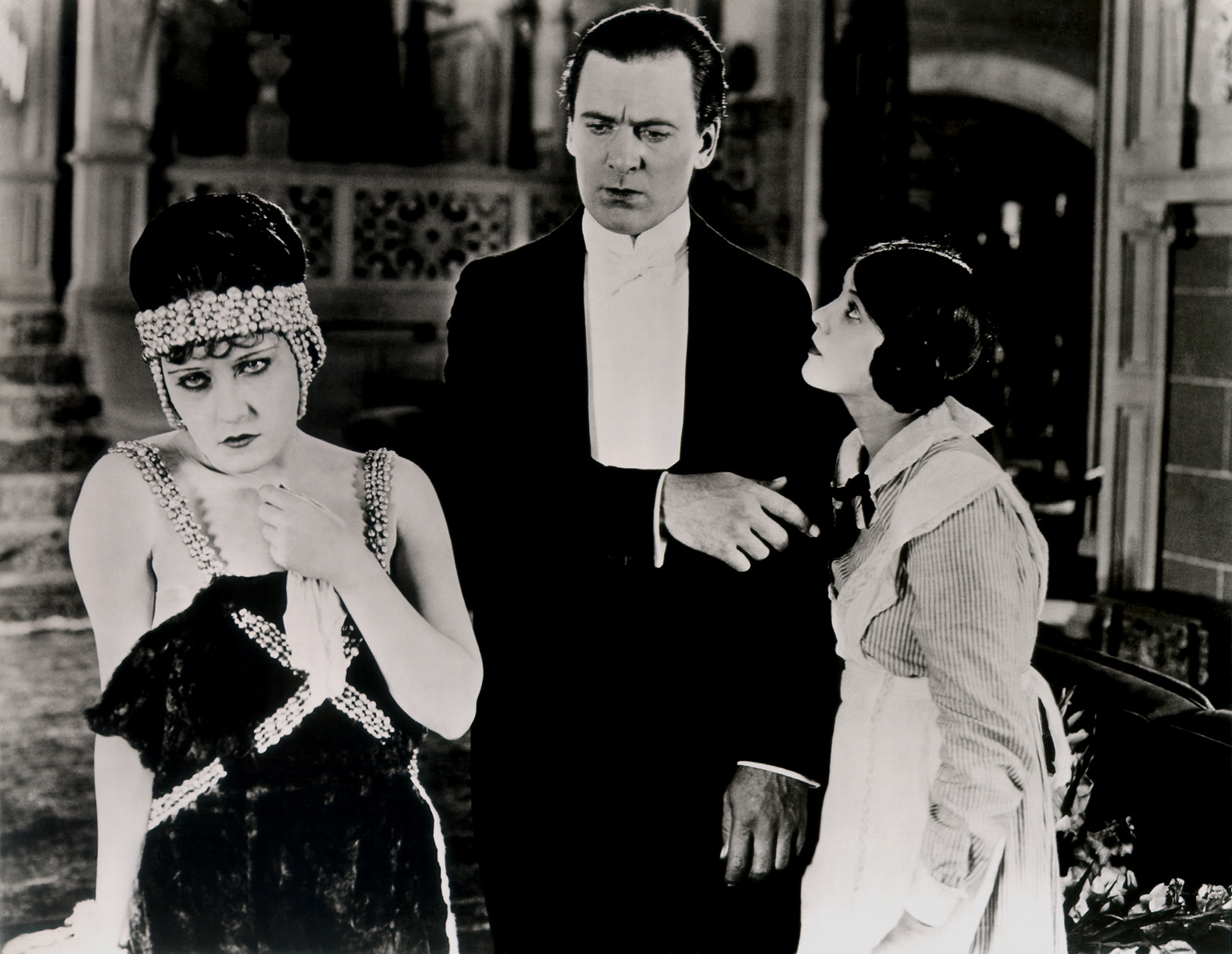
Gloria Swanson, Thomas Meighan et Lila Lee

- Scénario : Jeanie Macpherson d'après la pièce The Admirable Crichton de J. M. Barrie
- Direction artistique : Wilfred Buckland
- Costumes : Paul Iribe, Clare West ; Mitchell Leisen (séquences babylonienne)
- Photographie : Alvin Wyckoff
- Photographie de plateau : Karl Struss
- Montage : Anne Bauchens
- Production : Cecil B. DeMille
- Société de production : Paramount Pictures
- Société de distribution : Paramount Pictures
- Pays d'origine : États-Unis
- Format : Noir et blanc - 35 mm - 1,37:1 - Muet
- Genre : Drame
- Durée : 116 minutes
- Dates de sortie :
  - États-Unis : 23 novembre 1919
  - France 10 février 1922[1]

## Distribution
- Thomas Meighan : William Crichton
- Gloria Swanson : Lady Mary Lasenby
- Theodore Roberts : Lord Loam
- Raymond Hatton :  Ernest « Ernie » Wolley
- Robert Cain : Lord Brockelhurst
- Lila Lee : Tweeny
- Bebe Daniels : la favorite du roi
- Julia Faye : Susan
- Rhy Darby : Lady Eileen Duncraigie
- Mildred Reardon : Lady Agatha « Aggie » Lasenby
- Mayme Kelso : Lady Brockelhurst
- Edmund Burns : Treherne
- Henry Woodward : McGuire
- Sydney Deane : Thomas
- Clarence Burton : le capitaine du yacht